# 立壁和也
立壁和也（日语：／ Tatekabe Kazuya，1934年7月25日—2015年6月18日）是男演员、声优、旁白、经理。去世时所属Kenyu Office在籍。本名立壁和也。生于北海道。到1970年代为止一直以本名活动。血型是A型。从设立时起至去世，一直担任Kenyu Office董事。声优方面的主要作品，有《根性青蛙》（第1作，五利良桃太郎）、《大猩猩》（初为人类辣妹）、《小双侠》（tonsler）等时光飞船系列、《哆啦A梦》（大山版，“胖虎”刚田武）等。
少年时代，从北海道迁居到东京都世田谷区。作为第2期学生进入东京教育大学附属驹场中学（现・筑波大学附属驹场中学）学习，高中亦在该学校学习（高中部），从日本大学艺术学部戏剧学科毕业。大学时代的同学中有小林清志。之后经过剧团泉座加入了东京演员生活协同组合。

## 生平
曾创办オフィス央という事務所，兼任社长职务和声优，1984年被Production baobab收购。堀内贤雄是这个办公室的黄金时代的重要人物。
隶属于Production baobab的时候，作为经理人业务更加也担任常务董事，找到矢岛晶子、水谷優子、折笠爱、小林沙苗等人。特别为矢岛晶子介绍了『蜡笔小新』的试音。堀内贤雄退出Production baobab后，立壁和也担任Production baobab董事兼务。后来转投Kenyu Office。
2005年，获得第14届日本电影评论家大奖，与大山羡代等《哆啦A梦》（大山版）的其他声优4人一起获得了田山力哉奖。2006年11月，在第11回动画神户，与同样原创正规阵容4人一起获得了特别奖。2007年3月在东京国际动画博览会，与其他同样的4人一起获得第3次功劳奖。。
在动画作品中总是声演一些让人恨不起来的小鬼大将、力气十足的角色、壮年以上的角色和人类以外的角色等。据他本人说，大多数不是通过甄选，而是通过推荐来决定的，亦有如“立壁和也适合饰演这样的角色”的言论出现。

## 演出作品

### 電視動畫
1964年
- 原子小金剛第一作

1968年
- 怪物王子（耶斯博士）

1969年
- 噴嚏大魔王（ゲジゴン）
- 紅三四郎

1971年
- 海螺小姐（穴子先生〈第1代〉）
- 天才妙老爹

1972年
- 鬼太郎第2期（村民、山田）

1975年
- 時間飛船（瓦瑟）

1977年
- 一休和尚
- 小雙俠第一代（東茲拉）

1979年
- 銀河鐵道999（奇佐）
- 哆啦A夢 (大山羨代版)（剛田武〈胖虎〉、剛田溫、酷哥、卡車司機 等）

1981年
- 忍者小靈精（大猩猩、相撲裁判）

1982年
- 心跳今夜（科學怪人）

1998年
- 反斗小王子（春太郎）

2001年
- 麵包超人（紅色骷髏恐怖人）

2002年
- 十二國記（豐老師）
- 花田少年史（緣切寺的和尚）

2003年
- PEACE MAKER鐵（中山）

2005年
- 烘焙王（修瓦利希）
- 雪之女王（湯瑪斯）

2006年
- 魔法美少女（愛伊將）
- 怪俠索羅利（Jackpot）

2008年
- 你是主人我是僕（德尼洛）
- 新小雙俠（東茲拉、亞蘭·斯卡頓、東十郎）

2009年
- 貓願三角戀（查特拉）

2010年
- 魔導少年（拉巴魯）

2015年
- 關於完全聽不懂老公在說什麼的事第二季（A太）

### 劇場版動畫
- 哆啦A夢劇場版
  - 大雄與雲之國（胖虎）
  - 2112年多啦A夢誕生（胖虎）
  - 大雄的結婚前夜（胖虎）
  - 大雄與夢幻三劍士（胖虎）
  - 大雄的太陽王傳說（胖虎）
- 小魔女DoReMi劇場版-青蛙石的秘密（DoReMi的爺爺）
- 劇場版 動物森友會（亞朗）